# Герхард II фон Грайфенщайн
Герхард II фон Грайфенщайн (на немски: Gerhard II von Greifenstein; † сл. 1317) е благородник, господар на замък Грайфенщайн в Хесен.
Той е син на Герхард фон Грайфенщайн († сл. 23 май 1316) и съпругата му Агнес фон дер Нойербург († сл. 1302). Внук е на Крафто фон Грайфенщайн († 1281) и фон Вестербург († сл. 1270), дъщеря на Зигфрид IV фон Рункел-Вестербург († 1266) и фон Диц. († сл. 1270).
Сестра му Сузана е канонеса в Торн. Брат е и на незаконните Крафто, каноник в „Св. Мария“ в Кьолн, и на Агнес, канонеса в Торн.

## Фамилия
Герхард II фон Грайфенщайн се жени пр. 1317 г. за Мария фон Долендорф († сл. 1364), незаконна дъщеря на Йохан фон Долендорф-Кроненбург († ок. 1327). Те имат една дъщеря:
- Агнес фон Грайфенщайн († сл. 1365), омъжена I. 1322 или 1323 г. за граф Енгелберт II фон Зайн († 23 юни 1344 – 21 септември 1345), син на граф Готфрид II фон Зайн, Хомбург и Фалендар († 1354) и София фон Фолмещайн(† 1323);[3] II. за Адолф фон Окерсхузен.

Вдовицата му Мария фон Долендорф се омъжва втори път сл. 1323/пр. 1337 г. за тъста им граф Готфрид II фон Зайн-Хомбург-Фалендер († 1354).